# سامسونگ اس‌جی‌اچ-آی۶۲۷
سامسونگ اس‌جی‌اچ-آی۶۲۷ یک‌نمونه از گوشی‌های تلفن همراه سری I شرکت سامسونگ می‌باشد که توسط همین شرکت به بازار عرضه شده‌است.